# 卷

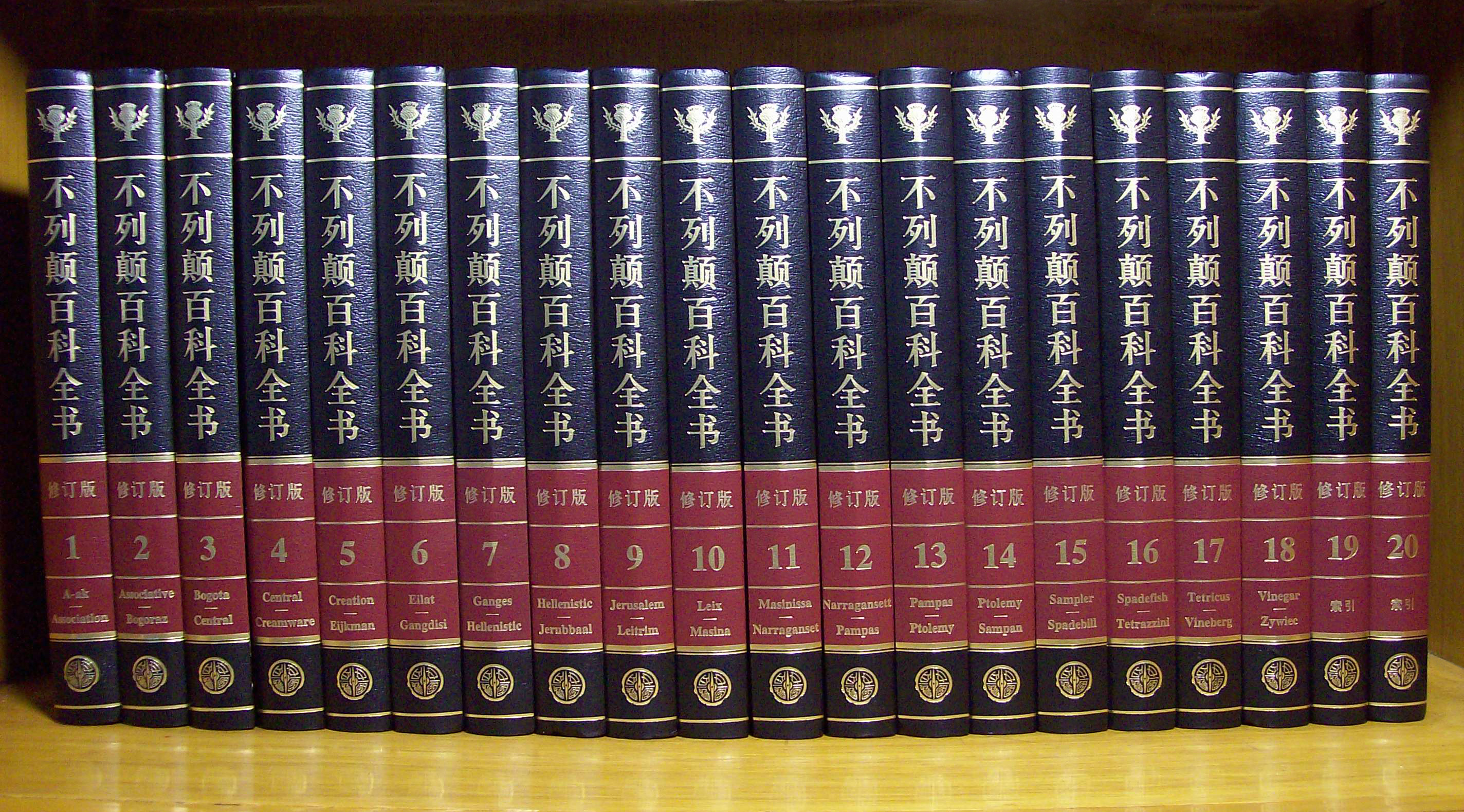
20卷本的《不列颠百科全书》国际中文版第2版

卷是经常在一些叢書中使用的一个数量单位，指一套书中的一部分（经常是其中一本），也使用在期刊等连续出版物中，作为期刊的连续性标识符，常常是一年一卷。
图书卷数的划分以及每卷的大小并没有一个通行的标准，往往是出于印刷、使用和装订方便的考虑。即便如此，大部分工具书指南还是常常依据卷数和页数来表示书的规模。